# Kelyan Guessoum
Pour les articles homonymes, voir Guessoum.
Kelyan Guessoum, né le 5 février 1999 à Alès, est un footballeur franco-algérien qui joue comme défenseur central au MC Oran.

## Biographie

### Carrière en club
Au club depuis 2014 dans les équipes de jeunes, Kelyan Guessoum signe son premier contrat professionnel avec le Nîmes Olympique lors de l'été 2019. Dès sa première année de contrat, il participe à trois matchs de Coupe de France et de Coupe de la Ligue lors de la saison 2019-2020.
Il joue son premier match en Ligue 1 le 13 décembre 2020, lors d'un déplacement à Lorient (défaite 3-0).

## Statistiques

### Statistiques détaillées
| Saison                | Club                  | Championnat           | Championnat | Championnat | Coupe(s) nationale(s) | Coupe(s) nationale(s) | Total | Total |
| Saison                | Club                  | Division              | M.          | B.          | M.                    | B.                    | M.    | B.    |
| 2019-2020             | Nîmes Olympique       | Ligue 1               | 0           | 0           | 3                     | 0                     | 3     | 0     |
| 2020-2021             | Nîmes Olympique       | Ligue 1               | 15          | 0           | 1                     | 0                     | 16    | 0     |
| 2021-2022             | Nîmes Olympique       | Ligue 2               | 30          | 0           | 2                     | 0                     | 32    | 0     |
| 2022-2023             | Nîmes Olympique       | Ligue 2               | 29          | 1           | 3                     | 0                     | 32    | 1     |
| 2023-2024             | Nîmes Olympique       | National              | 13          | 0           | 1                     | 0                     | 14    | 0     |
| 2023-2024             | Etar Veliko Tarnovo   | Deuxième Ligue        | 6           | 0           | 0                     | 0                     | 6     | 0     |
| 2024-2025             | MC Oran               | Ligue 1 Pro.          | 0           | 0           | 0                     | 0                     | 0     | 0     |
| Total sur la carrière | Total sur la carrière | Total sur la carrière | 93          | 1           | 10                    | 0                     | 103   | 1     |